# Mariä-Empfängnis-Basilika (Concepción del Uruguay)

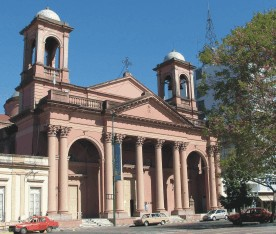
Mariä-Empfängnis-Basilika

Die Mariä-Empfängnis-Basilika (spanisch Basilica Inmaculada Concepción) ist ein römisch-katholisches Kirchengebäude in Concepción del Uruguay in der argentinischen Provinz Entre Ríos. Die Pfarrkirche des Bistums Gualeguaychú trägt den Titel einer Basilica minor. Die Kirche wurde Mitte des 19. Jahrhunderts errichtet. In ihrem Inneren ruhen die sterblichen Überreste des Präsidenten Justo José de Urquiza.

## Geschichte
Am 27. Mai 1778 genehmigte der Vizekönig Pedro de Cevallos den Bau einer Kapelle im Arroyo de la China. 1779 machte der Franziskanerbruder Sebastián de Malvar y Pinto, der zum Bischof von Buenos Aires ernannt worden war, eine Reise durch Teile seines neuen Bistums, die ihn von Montevideo über Gualeguaychú nach Corrientes und Santa Fe führte. Er fand dort kaum Pfarreien oder Kirchen vor, zu deren Bau er die Siedler aufforderte. Das offizielle Schreiben vom 19. Juni 1780 an den Vizekönig ist der Ursprung der Gründung der Pfarrei der Unbefleckten Empfängnis, die damit noch vor der Gründung der Stadt Concepción del Uruguay durch Tomás de Rocamora am 25. Juni 1783 entstand. Der Bauzeitpunkt der ersten Kirche ist unklar, sie wurde am 2. November 1849 durch ein Feuer zerstört.
Noch vor dem Bau der neuen Pfarrkirche in den 1850er Jahren erwirkte Pfarrer Miguel Vidal 1851 für diese die Würde einer Tochter der Lateranbasilika in Rom, die am 23. November 1851 genehmigt wurde. Eine Darstellung der von Papst Pius IX. unterzeichneten päpstlichen Genehmigung befindet sich an der linken Säule vor dem Mausoleum von Urquiza.
Der Architekt Pedro Fossati erhielt 1857 den Auftrag zur Planung der Kirche, deren Grundstein am 8. Dezember 1857 an der Stelle des Hauptaltars gelegt wurde. Am 25. Mai 1859, dem Fest der Verkündigung Mariens#
, wurde die heutige Kirche von Mario Marini, dem apostolischen Nuntius bei der nationalen Regierung, geweiht.
Im Jahr 1942 wurde sie per Dekret 112.765 zum Nationalen Historischen Denkmal erklärt. Sie stellen Szenen aus dem religiösen und mystischen Leben Jesu Christi dar. Im Jahr 1967 wurde in Anwesenheit von Präsident Juan Carlos Onganía das heutige Mausoleum eingeweiht, in dem die hier seit 1871 ruhenden sterblichen Überreste von Justo José de Urquiza aufbewahrt werden, zusammen mit den Überresten seiner Eltern und seiner Frau Dolores Costa; Urquiza war am 11. April 1870 im außerhalb liegenden Palast von San José ermordet worden. Papst Johannes Paul II. verlieh der Kirche 1980 den Titel einer Basilica minor.

## Beschreibung
Hinter einem klassizistischen Portal mit zwei seitlichen Türmen öffnet sich eine dreischiffige Basilika, gebaut im Stil griechisch-romantischer Neorenaissance auf einem kreuzförmigen Grundriss. Von der Vierungskuppel mit Laterne gehen die Tonnengewölbe aus, die das Haupt- und Querschiff überspannen und in drei Apsiskalotten schließen.
Bis Ende der 1950er Jahre war die Basilika mit prächtigen Wandmalereien geschmückt, die wegen Feuchtigkeit übermalt wurden. Wertvolle Sakralgegenstände wurden gestohlen. Am 10. Juni 2013 wurden die im Jahr 2010 begonnenen Restaurierungsarbeiten abgeschlossen. Zahlreiche Bilder wurden wieder angebracht und restauriert, und auch die Wandmalereien in den Apsiskalotte wurden neu bemalt.
Neben der Grablege für Urquiza wird auch eine für Präsident Arturo Frondizi errichtet.
Die Orgel aus dem Jahr 1927 ist italienischer Herkunft. Mit drei Manualen umfasst sie 113 Register, zu denen 2200 Pfeifen gehören.